# Schafe können sicher weiden
Schafe können sicher weiden  (in italiano Le pecore possano pascolare in sicurezza) è un'aria per soprano di Johann Sebastian Bach basata su parole di Salomon Franck. Il pezzo fu scritto nel 1713 e fa parte della cantata Was mir behagt, is nur die muntre Jagd, BWV 208. Il titolo della cantata si traduce Ciò che mi rallegra è solo la vivace caccia ed è anche conosciuta come Cantata della caccia.
Come Jesus bleibet meine Freude (dalla cantata Herz und Mund und Tat und Leben BWV 147) dello stesso compositore, viene spesso suonata ai matrimoni. Tuttavia fu originariamente scritta per una festa di compleanno, quella di Cristiano Duca di Sassonia-Weissenfels. Bach aveva sede nella vicina corte di Weimar e sembra che i musicisti di entrambe le corti si siano uniti nella prima esibizione a Weißenfels. Si sa che Bach ha usato di nuovo la musica per altre celebrazioni, ma il pezzo è rimasto inedito fino alla sua morte.

## Strumentazione
Per questo numero (movimento 9 dell'opera completa), il cantante non è accompagnato dall'ensemble strumentale barocco completo usato altrove nella cantata, ma da due flauti dolci e basso continuo. Dal risveglio della musica di Bach nel XIX secolo, Schafe können sicher weiden è stato arrangiato per altri strumenti.

## Testo
Il pezzo è noto anche in traduzione inglese (Sheep may safely graze) e viene menzionato nelle discussioni su come la cultura europea raffiguri in particolare gli animali domestici e le pecore.
Le parole di Franck sono date ai personaggi mitologici, in questo caso Pale, una divinità di pastori, greggi e bestiame. Pale confronta la vita pacifica delle pecore sotto un pastore vigile con gli abitanti di uno stato con un sovrano saggio.
| Schafe können sicher weiden Wo ein guter Hirte wacht. Wo Regenten wohl regieren Kann man Ruh' und Friede spüren Und was Länder glücklich macht. | Sheep may safely graze and pasture In a watchful Shepherd's sight. Those who rule with wisdom guiding Bring to hearts a peace abiding Bless a land with joy made bright. | Le pecore possono pascolare sicure dove veglia un buon pastore. Dove i sovrani governano con saggezza Si assapora pace e tranquillità E ciò che rende felici i paesi. |

## Incisioni
L'aria è stata incisa varie volte. Si può trovare in:
Incisioni della cantata completa, per esempio:
Bach: Secular Cantatas Vol. 2 (Hunting Cantata più Die Zeit, die Tag und Jahre macht). Bach Collegium Japan, Joanne Lunn (soprano), Masaaki Suzuki (conductor).
Album di raccolte, ad esempio album con i seguenti solisti:
Emma Kirkby (soprano), (Emma Kirkby Collection)
Magdalena Kožená (mezzosoprano), (J.S. Bach: Arias con Musica Florea)
Nuria Rial (soprano), (Bach Arias con la Kammerorchester Basel diretta da Julia Schröder).

## Arrangiamenti
Audio playback is not supported in your browser. You can download the audio file.
Audio playback is not supported in your browser. You can download the audio file.

### Tastiera
Schafe können sicher weiden è stato arrangiato per pianoforte dalla compositrice americana Mary Howe. La compositrice e musicista elettronica americana Wendy Carlos (nata Walter Carlos) ha arrangiato e registrato Schafe können sicher weiden su un sintetizzatore moog per il suo album del 1973 Switched-On Bach II.

### Band e orchestra
Il compositore australiano Percy Grainger ha scritto diverse "libere divagazioni" su Schafe können sicher weiden. Scrisse per la prima volta Blithe Bells ("Campane spensierate"), come chiamava il suo libero divagare, per orchestrazione elastica tra novembre 1930 e febbraio 1931. Nel marzo 1931 ha realizzato una versione per banda.
Il pezzo è stato arrangiato per orchestra d'archi dal compositore britannico Granville Bantock. C'è anche un arrangiamento orchestrale del compositore britannico sir William Walton, parte della musica per il balletto The Wise Virgins, tratto dalla Parabola delle dieci vergini.

### Osservazioni
1. ↑  "BWV" sta per Bach-Werke-Verzeichnis, un catalogo tematico delle opere di Bach. In questo catalogo, la serie dei numeri dal 201 al 216a contiene cantate secolari per lo più ancora esistenti.